# Tobias Wendl
Tobias Wendl (* 16. června 1987 Aachen) je německý sáňkař.
Je držitelem čtyř zlatých olympijských medailí, na olympiádě v Soči roku 2014, stejně jako na olympijských hrách v Pchjongčchangu, získal zlato ze závodu dvojic i z týmové štafety. Krom toho je osminásobným mistrem světa a pětinásobným mistrem Evropy. Všech úspěchů dosáhl se svým spolujezdcem Tobiasem Arltem. Úspěšný pár měl přezdívku Bavorský expres. Wendl je též příslušníkem německé armády.